# Opius sanctus
Opius sanctus är en stekelart som beskrevs av Fischer 1971. Opius sanctus ingår i släktet Opius och familjen bracksteklar. Inga underarter finns listade i Catalogue of Life.